# Liste der Kulturdenkmale in Jübar
In der Liste der Kulturdenkmale in Jübar sind alle Kulturdenkmale der Gemeinde Jübar und ihrer Ortsteile aufgelistet. Grundlage ist das Denkmalverzeichnis des Landes Sachsen-Anhalt, das auf Basis des Denkmalschutzgesetzes des Landes Sachsen-Anhalt vom 21. Oktober 1991 durch das Landesamt für Denkmalpflege und Archäologie Sachsen-Anhalt erstellt und seither laufend ergänzt wurde (Stand: 24. Februar 2015).

## Kulturdenkmale nach Ortsteilen

### Jübar
| Lage                                        | Bezeichnung    | Beschreibung                   | Erfassungs- nummer | Ausweisungsart | Bild           |
| ------------------------------------------- | -------------- | ------------------------------ | ------------------ | -------------- | -------------- |
| Breite Straße (Karte)                       | Kirche         |                                | 094 90335          | Baudenkmal     | Weitere Bilder |
| Breite Straße Ecke Wittinger Straße (Karte) | Kriegerdenkmal |                                | 094 90333          | Baudenkmal     | BW             |
| Wittinger Straße                            | Kriegerdenkmal | scheinbar nicht mehr vorhanden | 094 90334          | Baudenkmal     |                |

### Lüdelsen
| Lage                  | Bezeichnung | Beschreibung                     | Erfassungs- nummer | Ausweisungsart | Bild           |
| --------------------- | ----------- | -------------------------------- | ------------------ | -------------- | -------------- |
| Dorfstraße (Karte)    | Kirche      | Ev. Gefallenen-Gedächtnis-Kirche | 094 90337          | Baudenkmal     | Weitere Bilder |
| Dorfstraße 16 (Karte) | Toranlage   |                                  | 094 90336          | Baudenkmal     | BW             |

### Bornsen
| Lage              | Bezeichnung    | Beschreibung | Erfassungs- nummer | Ausweisungsart | Bild           |
| ----------------- | -------------- | ------------ | ------------------ | -------------- | -------------- |
| Dorfplatz (Karte) | Kriegerdenkmal |              | 094 90387          | Baudenkmal     | Weitere Bilder |

### Drebenstedt
| Lage                                          | Bezeichnung | Beschreibung | Erfassungs- nummer | Ausweisungsart | Bild           |
| --------------------------------------------- | ----------- | ------------ | ------------------ | -------------- | -------------- |
| Dorfstraße zwischen Nr. 16 und Nr. 18 (Karte) | Bauernhaus  |              | 094 90389          | Baudenkmal     | BW             |
| Dorfstraße (Karte)                            | Kirche      |              | 094 05852          | Baudenkmal     | Weitere Bilder |
| Dorfstraße 2 (Karte)                          | Bauernhof   |              | 094 90388          | Baudenkmal     | BW             |

### Gladdenstedt
| Lage              | Bezeichnung    | Beschreibung | Erfassungs- nummer | Ausweisungsart | Bild           |
| ----------------- | -------------- | ------------ | ------------------ | -------------- | -------------- |
| Dorfplatz (Karte) | Kriegerdenkmal |              | 094 90340          | Baudenkmal     | Kriegerdenkmal |

### Groß Wismar
| Lage                                                                    | Bezeichnung | Beschreibung | Erfassungs- nummer | Ausweisungsart | Bild |
| ----------------------------------------------------------------------- | ----------- | ------------ | ------------------ | -------------- | ---- |
| nördlich des Forsthofes Groß Wismar mitten im Wald (Karte)              | Friedhof    |              | 094 30532          | Denkmalbereich | BW   |
| zwischen B 248 und Groß Wismar am Fahrweg im Revier Groß Wismar (Karte) | Wegedenkmal |              | 094 30533          | Kleindenkmal   | BW   |
| an der B 248 an der Einmündung des Fahrwegs nach Groß Wismar (Karte)    | Wegweiser   |              | 094 30555          | Kleindenkmal   | BW   |

### Hanum
| Lage                        | Bezeichnung    | Beschreibung | Erfassungs- nummer | Ausweisungsart | Bild           |
| --------------------------- | -------------- | ------------ | ------------------ | -------------- | -------------- |
| Dorfstraße Friedhof (Karte) | Grabmal        |              | 094 90308          | Baudenkmal     | BW             |
| Dorfstraße (Karte)          | Kirche         |              | 094 90311          | Baudenkmal     | Weitere Bilder |
| Dorfstraße (Karte)          | Kriegerdenkmal |              | 094 90309          | Baudenkmal     | BW             |
| Dorfstraße 6 (Karte)        | Bauernhaus     |              | 094 90307          | Baudenkmal     | BW             |
| Dorfstraße 12 (Karte)       | Wohnhaus       |              | 094 90310          | Baudenkmal     | BW             |
| Dorfstraße 55 (Karte)       | Bauernhaus     |              | 094 90306          | Baudenkmal     | BW             |

### Nettgau
| Lage                  | Bezeichnung    | Beschreibung | Erfassungs- nummer | Ausweisungsart | Bild |
| --------------------- | -------------- | ------------ | ------------------ | -------------- | ---- |
| Dorfstraße (Karte)    | Kriegerdenkmal |              | 094 90338          | Baudenkmal     | BW   |
| Dorfstraße 43 (Karte) | Wohnhaus       |              | 094 90339          | Baudenkmal     | BW   |

### Wendischbrome
| Lage              | Bezeichnung    | Beschreibung | Erfassungs- nummer | Ausweisungsart | Bild |
| ----------------- | -------------- | ------------ | ------------------ | -------------- | ---- |
| Dorfplatz (Karte) | Kriegerdenkmal |              | 094 90341          | Baudenkmal     | BW   |

## Legende
In den Spalten befinden sich folgende Informationen:
- Lage: Nennt den Straßennamen und wenn vorhanden die Hausnummer des Kulturdenkmals. Die Grundsortierung der Liste erfolgt nach dieser Adresse. Der Link „Karte“ führt zu verschiedenen Kartendarstellungen und nennt die geographischen Koordinaten.
Link zu einem Kartenansichtstool, um Koordinaten zu setzen. In der Kartenansicht sind Baudenkmale ohne Koordinaten mit einem roten bzw. orangen Marker dargestellt und können in der Karte gesetzt werden. Baudenkmale ohne Bild sind mit einem blauen bzw. roten Marker gekennzeichnet, Baudenkmale mit Bild mit einem grünen bzw. orangen Marker.
- Offizielle Bezeichnung: Nennt den Namen, die Bezeichnung oder zumindest die Art des Kulturdenkmals und verlinkt, soweit vorhanden, auf den Artikel zum Objekt.
- Beschreibung: Nennt bauliche und geschichtliche Einzelheiten des Kulturdenkmals, vorzugsweise die Denkmaleigenschaften.
- Erfassungsnummer: Für jedes Kulturdenkmal wird in Sachsen-Anhalt eine 20stellige Erfassungsnummer vergeben. Die letzten zwölf Ziffern werden für die Untergliederung nach Teilobjekten genutzt und werden nur angegeben, soweit vergeben. In dieser Spalte kann sich folgendes Icon  befinden, dies führt zu Angaben zu diesem Baudenkmal bei Wikidata.
- Ausweisungsart: Die Einordnung des Denkmales nach § 2 Abs. 2 DenkmSchG LSA
- Bild: Ein Bild des Denkmales, und gegebenenfalls einen Link zu weiteren Fotos des Kulturdenkmals im Medienarchiv Wikimedia Commons. Wenn man auf das Kamerasymbol klickt, können Fotos zu Kulturdenkmalen aus dieser Liste hochgeladen werden: